# Línea 2 (Urbanos de Coslada-San Fernando de Henares)
La línea 2 de la red de autobuses urbanos de Coslada une el barrio de La Estación con el Centro de Transportes.

## Características
Esta línea une la estación de tren de San Fernando y el barrio de la Estación con el Centro de Transportes. Algunas expediciones en fines de semana y festivos llegan al cementerio Nuevo.
Los autobuses urbanos de Coslada y San Fernando de Henares siguen una numeración conjunta para evitar confusión de duplicidad de numeraciones en dos municipios tan cercanos y relacionados. Las líneas siguen una numeración progresiva del 1 al 2, pero a San Fernando de Henares sólo le pertenece el número 1, quedando el número 2 para Coslada.
La línea circula exclusivamente por el término municipal de Coslada. Como bien se expresa en la numeración interna del CRTM, recibe el número 2049. El primer dígito corresponde a la línea, en este caso la línea 2. Y los últimos tres dígitos corresponden al municipio por el que circula, en este caso 049 corresponde al municipio de Coslada.
La línea no mantiene los mismos horarios todo el año, desde el 15 de julio al 31 de agosto se reducen el número de expediciones los días laborables entre semana (sábados laborables, domingos y festivos tienen los mismos horarios todo el año), además de los días excepcionales vísperas de festivo y festivos de Navidad en los que los horarios también cambian y se reducen.
Está operada por Avanza Movilidad Integral mediante la concesión administrativa VCM-201 - Madrid – Loeches – Arganda del Rey (Viajeros Comunidad de Madrid) del Consorcio Regional de Transportes de Madrid.
1. ↑  Avanza Madrid. «Avanza - Línea 2 Coslada». Consultado el 9 de enero de 2023.

## Horarios

### 1 septiembre - 14 julio
| Lunes a viernes laborables | Lunes a viernes laborables | Sábados laborables, domingos y festivos | Sábados laborables, domingos y festivos |
| B.º Estación > C.I.T.I.    | C.I.T.I. > B.º Estación    | B.º Estación > C.I.T.I.                 | C.I.T.I. > B.º Estación                 |
| 05:55                      | 06:25                      | 06:15                                   | 06:45                                   |
| 06:25                      | 06:55                      | 07:15                                   | 07:45                                   |
| 06:55                      | 07:30                      | 08:20                                   | 08:55                                   |
| 07:30                      | 08:10                      | 09:30                                   | 10:05                                   |
| 08:10                      | 08:50                      | 10:40                                   | 11:15                                   |
| 08:50                      | 09:30                      | 15:20                                   | 15:55                                   |
| 09:30                      | 10:10                      | 16:30                                   | 17:05                                   |
| 10:50                      | 11:30                      | 17:40                                   | 18:15                                   |
| 12:10                      | 12:50                      |                                         |                                         |
| 13:30                      | 14:10                      |                                         |                                         |
| 14:10                      | 14:50                      |                                         |                                         |
| 14:50                      | 15:30                      |                                         |                                         |
| 15:30                      | 16:10                      |                                         |                                         |
| 16:10                      | 16:50                      |                                         |                                         |
| 16:50                      | 17:30                      |                                         |                                         |
| 17:30                      | 18:10                      |                                         |                                         |
| 18:10                      | 19:30                      |                                         |                                         |
| 18:50                      | 21:00                      |                                         |                                         |
| 20:10                      |                            |                                         |                                         |
| 21:40                      |                            |                                         |                                         |

1. 1 2 3  Hasta el Cementerio, sin paso por el Centro de Transportes.
2. 1 2 3  Desde el Cementerio, sin paso por el Centro de Transportes.

### 15 julio - 31 agosto
| Lunes a viernes laborables | Lunes a viernes laborables | Sábados laborables, domingos y festivos | Sábados laborables, domingos y festivos |
| B.º Estación > C.I.T.I.    | C.I.T.I. > B.º Estación    | B.º Estación > C.I.T.I.                 | C.I.T.I. > B.º Estación                 |
| 05:25                      | 05:55                      | 06:15                                   | 06:45                                   |
| 06:25                      | 06:55                      | 07:15                                   | 07:45                                   |
| 07:30                      | 08:10                      | 08:20                                   | 08:55                                   |
| 08:50                      | 09:30                      | 09:30                                   | 10:05                                   |
| 10:10                      | 10:50                      | 10:40                                   | 11:15                                   |
| 11:30                      | 12:10                      | 15:20                                   | 15:55                                   |
| 12:50                      | 13:30                      | 16:30                                   | 17:05                                   |
| 14:10                      | 14:50                      | 17:40                                   | 18:15                                   |
| 15:30                      | 16:10                      |                                         |                                         |
| 16:50                      | 17:30                      |                                         |                                         |
| 18:10                      | 18:50                      |                                         |                                         |
| 19:30                      | 20:10                      |                                         |                                         |
| 20:50                      | 21:30                      |                                         |                                         |

1. 1 2 3  Hasta el Cementerio, sin paso por el Centro de Transportes.
2. 1 2 3  Desde el Cementerio, sin paso por el Centro de Transportes.

## Recorrido y paradas

### Sentido Centro de Transportes
| Código | Parada                                      | Común con             | Conexiones con Metro y Cercanías |
| --- | ------------------------------------------- | --------------------- | -------------------------------- |
| 18557 | Estación Ferrocarril - Est. San Fernando    |                       | San Fernando                     |
| 07136 | Av. San Pablo - B.º Estación                | 281 282 284 285 287 1 |                                  |
| 07137 | Av. San Pablo - Pza. Ntra. Sra. Los Ángeles | 281 282 284 285 287 1 |                                  |
| 09973 | Juan de la Cierva - P.º de las Flores       |                       |                                  |
| 09975 | Av. Industria - Av. de la Cañada            |                       |                                  |
| 12578 | Av. Industria - Mancha                      |                       |                                  |
| 09977 | Mancha - Av. Fuentemar                      |                       |                                  |
| 09978 | Mancha Av. José Gárate                      |                       |                                  |
| 07164 | Perú - Parque Salvador Allende              | 288                   |                                  |
| 07165 | Méjico - Argentina                          | 287 288               |                                  |
| 07166 | Méjico - Est. La Rambla                     | 280 287 288           | La Rambla                        |
| 07167 | Av. España - Centro de Salud                | 280 287 288           |                                  |
| 09981 | Av. Manuel Azaña - Centro Comercial         |                       |                                  |
| 09982 | Av. Sahara Occidental - Ignacio Ellacuría   | 289 290               |                                  |
| 09985 | Av. Sahara Occidental - José S. Martín      | 289 290               |                                  |
| 09987 | Av. Esparragal - Gabriel Celaya             | 289 290               |                                  |
| 07168 | Velázquez - Centro de mayores               | 289 290               |                                  |
| 07172 | Doctor Fleming - Coslada Central            | 289 290 SE7           | Coslada Central                  |
| Las expediciones que finalizan su recorrido en el Centro de Transportes, realizan las siguientes paradas: |                                             |                       |                                  |
| 12327 | Gta. Rosa de los Vientos - Av. Constitución | 286 289 290 822       |                                  |
| 12329 | Av. Plantío - Recinto ferial                | 289                   |                                  |
| 12330 | Francia - Av. Europa                        |                       |                                  |
| 12193 | Italia - Av. Alemania                       |                       |                                  |
| 12581 | Suiza - Austria                             |                       |                                  |
| 12580 | Suiza - Islandia                            |                       |                                  |
| 12582 | Suiza - Bélgica                             |                       |                                  |
| 12583 | Av. Portugal - Av. Alemania                 |                       |                                  |
| 11520 | Av. Europa - Dinamarca                      |                       |                                  |
| 12332 | Av. Europa - Andorra                        |                       |                                  |
| Las expediciones que finalizan su recorrido en el Cementerio, realizan las siguientes paradas:            |                                             |                       |                                  |
| 07173 | Av. Constitución - Pza. Marañón             | 286 290               |                                  |
| 17578 | Manuel María de Zulueta - La Iglesia        | 286 290               |                                  |
| 07175 | Virgen de la Cabeza - Hernán Cortés         | 286 289 290           |                                  |
| 10611 | Cementerio Nuevo Coslada                    |                       |                                  |

### Sentido barrio de la Estación
| Código                                                                                                  | Parada                                      | Común con               | Conexiones con Metro y Cercanías |
| --- | ------------------------------------------- | ----------------------- | -------------------------------- |
| Las expediciones que inician su recorrido en el Cementerio, realizan las siguientes paradas:            |                                             |                         |                                  |
| 10611                                                                                                   | Cementerio Nuevo Coslada                    |                         |                                  |
| 07105                                                                                                   | Av. Constitución - Trva. Curtidor           | 286 290                 |                                  |
| 07106                                                                                                   | Pza. Constitución - Iglesia                 | 286 290                 |                                  |
| 07109                                                                                                   | Av. Constitución - Dr. Castroviejo          | 286 290                 |                                  |
| Las expediciones que inician su recorrido en el Centro de Transportes, realizan las siguientes paradas: |                                             |                         |                                  |
| 12332                                                                                                   | Av. Europa - Andorra                        |                         |                                  |
| 12331                                                                                                   | Av. Europa - Noruega                        |                         |                                  |
| 12328                                                                                                   | Av. Plantío - Recinto ferial                | 289                     |                                  |
| 12326                                                                                                   | Gta. Rosa de los Vientos - Av. Constitución | 286 289 290 822         |                                  |
| Paradas del itinerario común                                                                            |                                             |                         |                                  |
| 07110                                                                                                   | Doctor Fleming - Coslada Central            | 289 290 SE7             | Coslada Central                  |
| 07112                                                                                                   | Velázquez - Centro de mayores               | 287 289 290             |                                  |
| 09986                                                                                                   | Av. Esparragal - Gabriel Celaya             | 289 290                 |                                  |
| 09984                                                                                                   | Av. Sahara Occidental - José S. Martín      | 289 290                 |                                  |
| 07175                                                                                                   | Av. Sahara Occidental - Ignacio Ellacuría   | 289 290                 |                                  |
| 09980                                                                                                   | Av. Manuel Azaña - Centro Comercial         |                         |                                  |
| 07113                                                                                                   | Av. España - Centro de Salud                | 280 287 288             |                                  |
| 07117                                                                                                   | Méjico - Est. La Rambla                     | 280 286 287 288 822 SE7 | La Rambla                        |
| 07119                                                                                                   | Méjico - Argentina                          | 287 288                 |                                  |
| 07120                                                                                                   | Perú - Parque Salvador Allende              | 288                     |                                  |
| 09979                                                                                                   | Mancha Av. José Gárate                      |                         |                                  |
| 09976                                                                                                   | Mancha - Av. Fuentemar                      |                         |                                  |
| 12579                                                                                                   | Av. Industria - Mancha                      |                         |                                  |
| 09974                                                                                                   | Av. Industria - Av. de la Cañada            |                         |                                  |
| 07241                                                                                                   | Miguel Peña - Senda Galiana                 | 281 282 284 1           |                                  |
| 18557                                                                                                   | Estación Ferrocarril - Est. San Fernando    |                         | San Fernando                     |